# Allium fraseri
Allium fraseri là một loài thực vật có hoa trong họ Amaryllidaceae. Loài này được (Ownbey) Shinners mô tả khoa học đầu tiên năm 1951.